# Гигошвили, Иза Шалвовна
Иза Шалвовна Гигошвили (груз. იზა გიგოშვილი; 16 февраля 1938, Тбилиси, Грузинская ССР, СССР — 17 января 2003, Тбилиси) — советская грузинская актриса театра и кино. Народная артистка Грузинской ССР (1981). Лауреат Государственной премии СССР (1979).

## Биография
Родилась в 1938 году в Тбилиси, Грузинская ССР, СССР.
Окончила актёрский факултет Тбилисского театрального института, класс Мхаила Туманишвили.
На протяжении 40 лет — с 1963 года и до конца жизни — актриса Тбилисского театра им. Ш. Руставели. 
В 1979 году стала лауреатом  Государственной премии СССР за исполнение роли в спектакле «Кавказский меловой круг» по пьесе Бертольда Брехта, поставленном режиссёром Робертом Стуруа на сцене театра.
В 1981 году удостоена звания Народной артистки Грузинской ССР.
Умерла в 2003 году.

## Личная жизн
Ещё студенткой в гостях в Белоруссии у родственников познакомилась с первым мужем Артуром Прокопчуком, сыном академика А. Я. Прокопчука.
Второй раз вышла замуж в 1967 году за режиссёра Мераба Тавадзе.

## Фильмография
- 1973 — Я и мои соседи — эпизод
- 1974 — Спелые гроздья — Ирма
- 1976 — Ожившие легенды — эпизод
- 1977 — Берега — жена Будара
- 1982 — Закон вечности — Марго
- 1982 — Молодыми остались навсегда — эпизод
- 1984 — Рассказ бывалого пилота — Этери
- 1992 — Кроткая — эпизод